# Метрополитен на Буенос Айрес
Метрото на Буенос Айрес (на испански: Subterráneo de Buenos Aires), известно като Subte ([ˈsuβte]), е система за метротранспорт, която обслужва района на град Буенос Айрес, Аржентина.
Първият участък от тази мрежа (Plaza de Mayo – Plaza Miserere) е открит още през 1913 г., което го прави 13-тото метро в света и първата подземна железопътна линия в Латинска Америка, Южното полукълбо, както и в испаноезичния свят с метрото в Мадрид, което отваря врати пет години по-късно – през 1919 г. От 2022 г. Буенос Айрес е единственият град в Аржентина с метро.

## Фотогалерия
- Схема на метрото в Буенос Айрес
- Логото на метрото в Буенос Айрес
- Метрото в Буенос Айрес
- Метрото в Буенос Айрес
- Метрото в Буенос Айрес
- Метрото в Буенос Айрес
- Метрото в Буенос Айрес